# Balkenbrij
Balkenbrij of balkebrie is een oud gerecht dat vooral in het najaar en in de winter wordt gegeten. Traditioneel werd het op boerderijen gemaakt van in bouillon gekookte slachtresten van het varken (onder meer kop en organen), boekweitmeel (soms tarwebloem) en speciale kruiden (vooral rommelkruid), die een zoete smaak afgeven. Soms worden krenten of rozijnen toegevoegd.

## Productie en toebereiding
Bij de moderne varianten van balkenbrij gebruikt men vaak varkensvlees, spek en lever in plaats van slachtafval. Kroeboet en Duitse varianten bevatten bovendien veel bloed waardoor het donkerroodbruin in plaats van grijs van kleur is en qua smaak meer op bloedworst lijkt. Balkenbrij wordt in blokken geproduceerd en gebakken in de koekenpan in plakken van ongeveer 1 cm dik.

## Etymologie
Het woord balkenbrij is waarschijnlijk afgeleid van brij van gebalchte, dat wil zeggen de buikresten van een geslacht dier, zoals darmen en pens. 'Balk' en 'balg' betekenen 'buik' in dialecten van het Nederlands.
Een alternatieve verklaring berust op een oud gebruik de balkenbrij in een doek aan een balk op te hangen (vergelijk "hangop").

## Verbreiding en namen
Balkenbrij wordt in Nederland vooral in het oosten en zuiden van het land gegeten:
- Overijssel, Gelderland, Noord-Brabant, Limburg - In Limburg staat het ook bekend als "karboet" of "kroeboet" of "trip" in Zuid-Limburg

In België is balkenbrij bekend in:
- Limburg

In delen van Noordrijn-Westfalen komt het voor in:
- het Bergse Land - hier "panhas" genoemd
- het Roergebied - hier "pannas" genoemd, zonder h
- Munsterland
- in het het gebied tussen Limburg en de Rijn met de naam Möpkenbrot

In de Verenigde Staten hebben Duitse immigranten balkenbrij eeuwen geleden ingevoerd - hier wordt het "scrapple" of "goetta" genoemd.

## Afbeeldingen

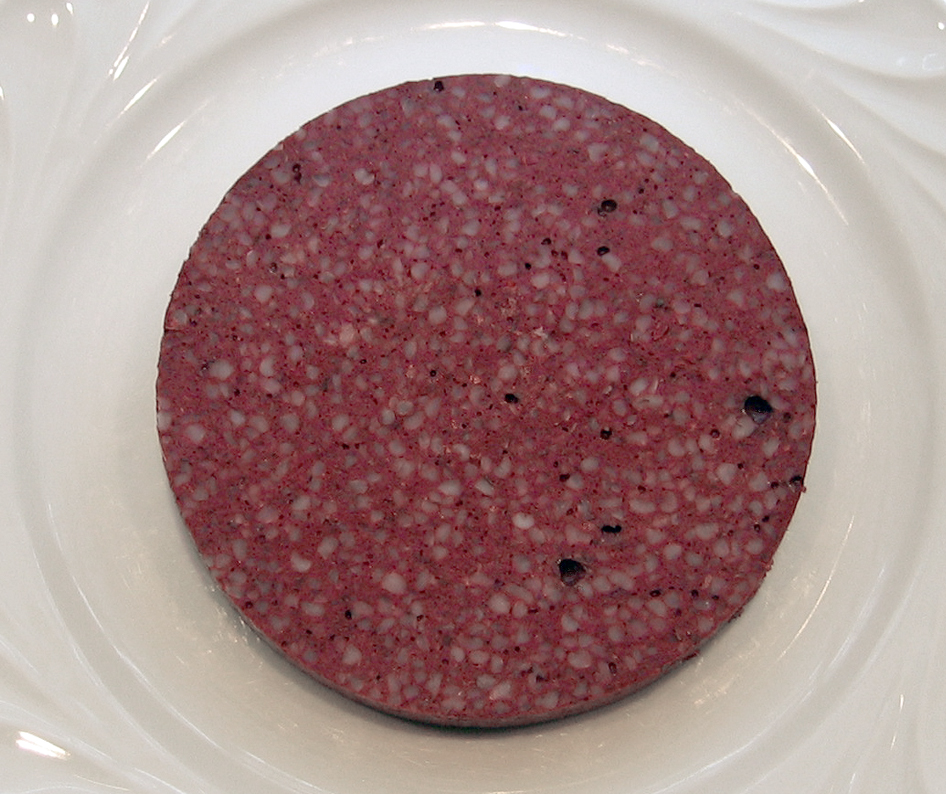
Een plak panhas voor het bakken
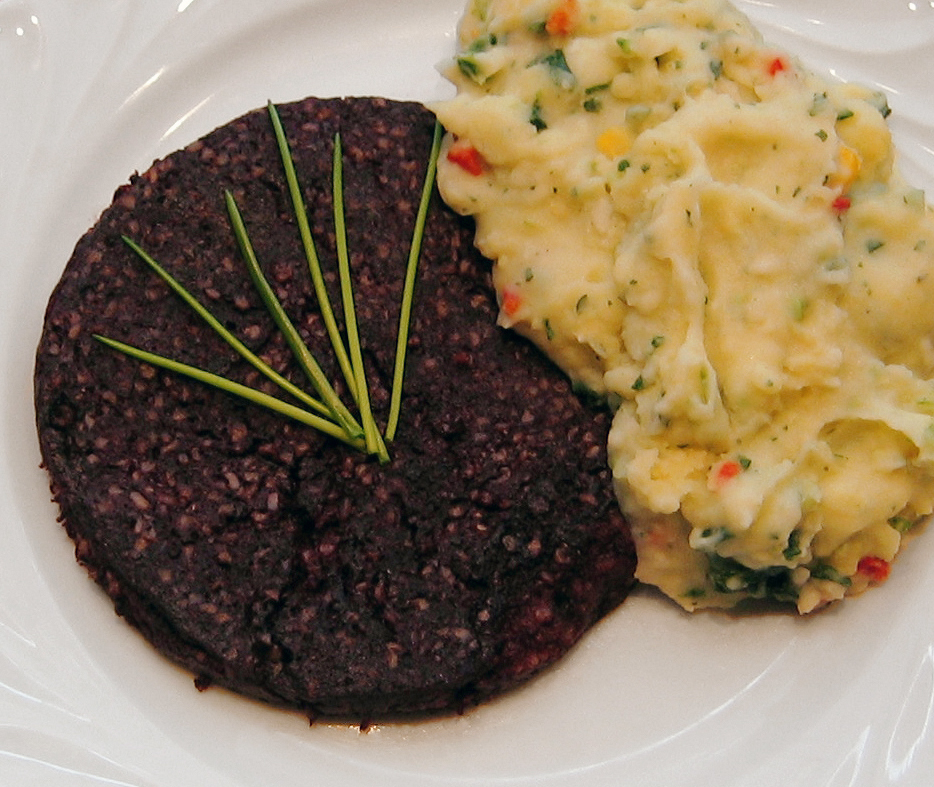
Een gebakken plak panhas
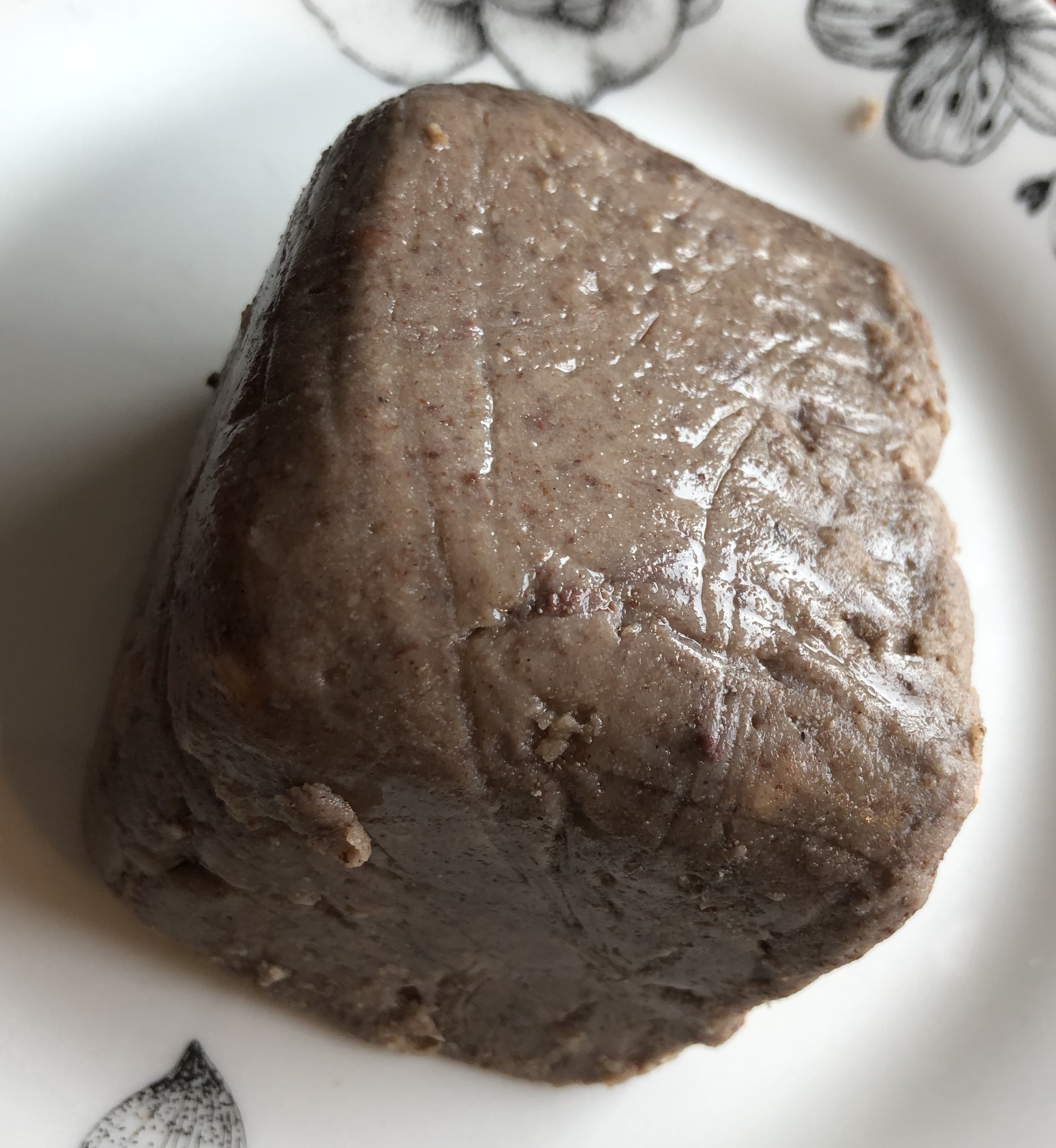
Overijsselse balkenbrij (voor het bakken)